# Portador de carga
En física del estado sólido, un portador de carga es una partícula o cuasipartícula que es libre de moverse y que transporta una carga eléctrica, especialmente las partículas que transportan cargas eléctricas en conductores eléctricos.  Algunos ejemplos son los electrones, los iones y los huecos.  En un medio conductor, un campo eléctrico puede ejercer fuerza sobre estas partículas libres, provocando un movimiento neto de las partículas a través del medio; esto es lo que constituye una corriente eléctrica.  El electrón y el protón son los portadores de carga elemental, cada uno con una carga elemental (e), de la misma magnitud y signo opuesto.
Portador de carga denota en física una partícula libre (móvil y no enlazada) portadora de una carga eléctrica. Como ejemplo los electrones y los iones. En la física de semiconductores, los huecos producidos por falta de electrones son tratados como portadores de carga.
En soluciones iónicas, los portadores de carga son los cationes y aniones disueltos. Similarmente, los cationes y aniones de los líquidos disociados sirven como portadores de carga en líquidos y en sólidos iónicos derretidos.
En el plasma, así como en el arco eléctrico, los electrones y cationes del gas ionizado y del material vaporizado de los electrodos actúan como portadores de carga. 
En vacío, en un arco eléctrico o en un tubo de vacío, los electrones libres actúan como portadores de carga.

## En conductores
En medios conductores, las partículas sirven para transportar carga. En muchos metales, los portadores de carga son electrones. Uno o dos de los electrones de valencia de cada átomo pueden moverse libremente dentro de la estructura cristalina del metal.  Los electrones libres se denominan electrones de conducción, y la nube de electrones libres se llama gas de Fermi.   Muchos metales tienen bandas de electrones y huecos. En algunos, la mayoría de los portadores son agujeros.
En los electrolitos, como el agua salada, los portadores de carga son los iones,  que son átomos o moléculas que han ganado o perdido electrones, por lo que están cargados eléctricamente. Los átomos que han ganado electrones, por lo que están cargados negativamente, se llaman aniones, los átomos que han perdido electrones, por lo que están cargados positivamente, se llaman cationes.  Los cationes y aniones del líquido disociado también sirven como portadores de carga en sólidos iónicos fundidos (véase, por ejemplo, el proceso Hall-Héroult para un ejemplo de electrólisis de un sólido iónico fundido). Los conductores de protones son conductores electrolíticos que emplean iones de hidrógeno positivos como portadores. 
En un plasma, un gas cargado eléctricamente que se encuentra en los arcos eléctricos a través del aire, los letreros de neón y el sol y las estrellas, los electrones y cationes del gas ionizado actúan como portadores de carga. 
En el vacío, los electrones libres pueden actuar como portadores de carga. En el componente electrónico conocido como tubo de vacío (también llamado válvula), la nube de electrones móviles es generada por un cátodo metálico calentado, mediante un proceso llamado emisión termoiónica.  Cuando se aplica un campo eléctrico con la suficiente fuerza como para atraer a los electrones hacia un haz, esto puede denominarse rayo catódico, y es la base de la pantalla de tubo de rayos catódicos ampliamente utilizada en televisores y monitores de computadora hasta la década del 2000. 
En los semiconductores, que son los materiales utilizados para fabricar componentes electrónicos como transistores y circuitos integrados, son posibles dos tipos de portadores de carga. En los semiconductores de tipo p, las "partículas efectivas", conocidas como huecos de electrones con carga positiva, se mueven a través de la red cristalina, produciendo una corriente eléctrica. Los "huecos" son, en efecto, vacantes de electrones en la población de electrones de la banda de valencia del semiconductor y se tratan como portadores de carga porque son móviles y se mueven de un sitio atómico a otro. En los semiconductores de tipo n, los electrones en la banda de conducción se mueven a través del cristal, lo que genera una corriente eléctrica.
En algunos conductores, como las soluciones iónicas y los plasmas, coexisten portadores de carga positivos y negativos, por lo que en estos casos una corriente eléctrica está formada por los dos tipos de portadores moviéndose en direcciones opuestas. En otros conductores, como los metales, sólo hay portadores de carga de una polaridad, por lo que una corriente eléctrica en ellos simplemente consiste en portadores de carga que se mueven en una dirección.

## En semiconductores
Hay dos tipos reconocidos de portadores de carga en los semiconductores. Uno de ellos son los electrones, que llevan una carga eléctrica negativa. Además, es conveniente tratar las vacantes viajeras en la población de electrones de la banda de valencia (huecos) como un segundo tipo de portador de carga, que llevan una carga positiva igual en magnitud a la de un electrón. 

### Generación y recombinación de portadores
Cuando un electrón se encuentra con un hueco, se recombinan y estos portadores libres desaparecen efectivamente.  La energía liberada puede ser térmica, calentando el semiconductor (recombinación térmica, una de las fuentes de calor residual en los semiconductores), o liberada en forma de fotones (recombinación óptica, utilizada en LED y láseres semiconductores).  La recombinación significa que un electrón que ha sido excitado desde la banda de valencia a la banda de conducción vuelve al estado vacío en la banda de valencia, conocido como los huecos. Los huecos son los estados vacíos que se crean en la banda de valencia cuando un electrón se excita después de obtener algo de energía para pasar el espacio energético.

### Operadores mayoritarios y minoritarios
Los portadores de carga más abundantes se denominan portadores mayoritarios, que son los principales responsables del transporte de corriente en una pieza de semiconductor. En los semiconductores de tipo n son electrones, mientras que en los semiconductores de tipo p son huecos. Los portadores de carga menos abundantes se denominan portadores minoritarios ; en los semiconductores de tipo n son huecos, mientras que en los semiconductores de tipo p son electrones. 
En un semiconductor intrínseco, que no contiene ninguna impureza, las concentraciones de ambos tipos de portadores son idealmente iguales. Si un semiconductor intrínseco está dopado con una impureza donante, entonces los portadores mayoritarios son electrones. Si el semiconductor está dopado con una impureza aceptora, entonces los portadores mayoritarios son huecos. 
Los portadores minoritarios desempeñan un papel importante en los transistores bipolares y las células solares.  Su papel en los transistores de efecto de campo (FET) es un poco más complejo: por ejemplo, un MOSFET tiene regiones de tipo p y de tipo n. La acción del transistor involucra a los portadores mayoritarios de las regiones de fuente y drenaje, pero estos portadores atraviesan el cuerpo del tipo opuesto, donde son portadores minoritarios. Sin embargo, los portadores que pasan superan enormemente en número a sus tipos opuestos en la región de transferencia (de hecho, los portadores de tipo opuesto son eliminados por un campo eléctrico aplicado que crea una capa de inversión), por lo que convencionalmente se adopta la designación de fuente y drenaje para los portadores, y los FET se denominan dispositivos de "portador mayoritario". 

### Concentración de portadores libres
La concentración de portadores libres es la concentración de portadores libres en un semiconductor dopado. Es similar a la concentración de portadores en un metal y para fines de cálculo de corrientes o velocidades de deriva se puede utilizar de la misma manera. Los portadores libres son electrones (huecos) que se han introducido en la banda de conducción (banda de valencia) mediante dopaje. Por lo tanto, no actuarán como portadores dobles dejando huecos (electrones) en la otra banda. En otras palabras, los portadores de carga son partículas que pueden moverse libremente y transportar la carga. La concentración de portadores libres de los semiconductores dopados muestra una dependencia característica de la temperatura. 

## En superconductores
Los superconductores tienen resistencia eléctrica cero y, por lo tanto, pueden transportar corriente indefinidamente. Este tipo de conducción es posible por la formación de pares de Cooper. Actualmente, los superconductores sólo pueden conseguirse a temperaturas muy bajas, por ejemplo mediante enfriamiento criogénico. Hasta el momento, lograr superconductividad a temperatura ambiente sigue siendo un desafío y todavía es un campo de investigación y experimentación en curso. La creación de un superconductor que funcione a temperatura ambiente constituiría un avance tecnológico importante, que podría contribuir potencialmente a una eficiencia energética mucho mayor en la distribución de electricidad en la red.

## En situaciones cuánticas
En circunstancias excepcionales, los positrones, muones, antimuones, taus y antitaus también pueden potencialmente llevar carga eléctrica. Esto es teóricamente posible, pero la vida útil muy corta de estas partículas cargadas haría que fuera muy difícil mantener esa corriente en el estado actual de la tecnología. Podría ser posible crear artificialmente este tipo de corriente, o podría ocurrir en la naturaleza durante lapsos muy cortos de tiempo.

## En plasmas
Los plasmas están compuestos de gas ionizado. La carga eléctrica puede provocar la formación de campos electromagnéticos en los plasmas, lo que puede conducir a la formación de corrientes o incluso de corrientes múltiples. Este fenómeno se aprovecha en los reactores de fusión nuclear. También se encuentra de forma natural en el cosmos, en forma de chorros, vientos nebulosos o filamentos cósmicos que transportan partículas cargadas. Este fenómeno cósmico se llama corriente de Birkeland. Considerada en general, la conductividad eléctrica de los plasmas es un tema de la física del plasma.